# Phaonia aurantica
Phaonia aurantica este o specie de muște din genul Phaonia, familia Muscidae. A fost descrisă pentru prima dată de Albuquerque și Matthew J. Medeiros în anul 1980. Conform Catalogue of Life specia Phaonia aurantica nu are subspecii cunoscute.